# رسلمانیا ۱۲
رسلمانیا ۱۲ (به انگلیسی: WrestleMania XII) دوازدهمین رسلمانیای سالانه غیر رایگان (Pay-Per-View) در کشتی حرفه‌ای است که توسط کمپانی WWE تهیه می‌شود و این دوره‌اش هم در ۳۱ مارس ۱۹۹۶ برگزار شد.

## نتایج
| شماره | مسابقه | نوع مسابقه                                             | زمان    |
| ----- | --- | ------------------------------------------------------ | ------- |
| ۱     | اسکیپ و زیپ (برنده) در مقابل هنری و فینیز (همراه با Hillbilly Jim)                                                            | مسابقه تگ تیم سر کمربندهای تگ تیم                      | ۰۵:۲۲   |
| ۲     | ویدر، اون هارت و برتیش بولداگ (همراه با Jim Cornette) (برنده) در مقابل یوکوزونا، جیک رابرتز و احمِد جانسون (همراه با Mr. Fuji) | مسابقه تگ تیم ۳ به ۳                                   | ۱۲:۵۱   |
| ۳     | استیو آستین (همراه با تد دیبیاسی) (برنده) در مقابل Savio Vega                                                                 | مسابقه تک به تک                                        | ۱۰:۰۰   |
| ۴     | آلتیمیت واریور (برنده) در مقابل تریپل اچ (همراه با Sable)                                                                     | مسابقه تک به تک                                        | ۰۱:۴۰   |
| ۵     | آندرتیکر (همراه با پول بیرر) (برنده) در مقابل دیزل                                                                            | مسابقه تک به تک                                        | ۱۶:۴۶   |
| ۶     | رودی پایپر (برنده) در مقابل گولداست (همراه با Marlena)                                                                        | مسابقه بدون رد صلاحیت Hollywood Backlot Brawl تک به تک | ۱۲:۱۵   |
| ۷     | شان مایکلز (همراه با Jose Lothario) (برنده) در مقابل برت هارت (قهرمان)                                                        | مسابقه Iron Man سر کمربند WWE                          | ۱:۰۱:۵۲ |

## موضوعات مرتبط
نوار شکست‌ناپذیری آندرتیکر در رسلمانیا